# Fortuna Sittard Stadion
Il Fortuna Stadion è la sede della squadra di calcio olandese Fortuna Sittard, attualmente in Eerste Divisie. Lo stadio si trova nella città di Sittard in Limburgo e ha una capienza di 12.500 spettatori. Fino al 2008 è stato chiamato "Wagner & Partners Stadion".
È stato inaugurato nel novembre 1999 con il duello tra la Fortuna Sittard e l'Schalke 04. Sotto lo stadio vi è un parcheggio con 800 posti auto. Tra gli stand e il campo vi è uno stretto canale. Nello stadio vi sono anche sale riunioni, dove avvengono incontri di lavoro e si possono svolgere ricevimenti, cene e feste. Il secondo piano è riservato agli sponsor del club. Al terzo piano vi sono lussuosamente attrezzati unità di business. A causa di problemi finanziari dello stadio non è più di proprietà della Fortuna, ma di un'azienda privata.